# Plesiobatidae
Plesiobatidae é uma família de raias de que se conhece uma única espécie, Plesiobatis daviesi.
É uma raia de profundidade, que atinge grandes dimensões (comprimento total máximo registado de 270 cm) e foi encontrada no Indo-Pacífico, desde a África do Sul ao Japão e Hawaii. A cauda é curta e possui um espinho. Não é considerada uma espécie ameaçada.